# Krčki Most
Krčki Most is de huidige naam voor de in 1980 geopende brug van het vasteland van Kroatië, nabij de aansluiting op de verbindingsweg tussen Rijeka en Split, naar het eiland Krk. De brug ontsluit het eiland en verbindt Rijeka met een luchthaven die zich op het eiland bevindt. Voorheen sprak men van de Titov Most.
De brug bestaat uit twee spanbogen met als steunpunt het eilandje St. Marko, de boog tussen het vasteland en het eilandje was in 1980 de langste van de wereld en staat te boek als een communistisch prestigeproject. Het was een vrij revolutionair initiatief, zo zijn twintig kanalisaties verwerkt voor olie, drinkwater, elektriciteit enzovoorts. De brug sluit bij hevige noordenwind (Bora) 's winters voor het (vracht)verkeer.

## Trivia
- beton: 21.000 m3 voor de pijlers;
- hoogte: 67 meter;
- breedte: 11,4 meter;
- totale lengte: 1430 meter;
- twee overspanningen van 244 en 390 meter;
- bij de opening in 1980 was er sprake van de langste overspanning uit een stuk ter wereld;
- voor fietsers en voetgangers is er een aparte baan.